# Federalistes d'Esquerres
Federalistes d'Esquerres és una entitat de l'àmbit català que promou el federalisme com a forma d'organització de l'estat. Formada arran d'un manifest del 2012 signat per 2600 persones, va ser constituïda el juliol de 2013 per militants del PSC, ICV, EUiA i independents, amb els noms destacats de Manuel Cruz, Joaquim Coll, Antoni Sitges-Serra i Francesc Trillas. En els anys següents s'hi van sumar militants de les noves formacions de l'esquerra alternativa com ara Catalunya en Comú.
Presentada a la societat civil el 25 de setembre de 2012 en un acte a l'Ateneu Barcelonès de la ciutat de Barcelona, propugna una reforma de la Constitució espanyola que possibiliti la creació d'un sistema federal entre els diferents pobles d'Espanya basat en els principis de cooperació, lleialtat institucional i solidaritat. Algunes figures clau a Federalistes han estat Lluis Rabell, Mireia Esteva Saló o Manuel Cruz.
Arran de l'escenari polític que s'encetà després de la Diada Nacional de Catalunya i la convocatòria d'eleccions anticipades al Parlament de Catalunya de 2012 es van impulsar els manifestos Crida a la Catalunya Federalista i d'Esquerres i Catalunya sense fronteres sota el paraigua del qual es va constituir el juliol de 2013 Federalistes d'Esquerres, presidida entre 2013 i 2016 per Manuel Cruz, En 2014, l'associació presentà un manifest Declaració Una España federal en una Europa federal